# 佐科斯島
佐科斯島（希臘語：Δοκός）是希臘阿尔戈-萨罗尼科斯群岛的島嶼，位於伯羅奔尼撒半岛東面對開地中海里。岛屿長7公里、寬2.8公里，面積13.537平方公里，最高點海拔高度308米，2021年人口数量为15人。
行政上该岛隶属于阿提卡大區岛屿专区的伊兹拉市镇。除该岛外，伊兹拉市镇还包括伊茲拉島及十几个周边小岛。

## 外部連結
- 伊兹拉市镇官方网站 （希臘語）